# Sing me a song (Mon Amour)
Sing me a song is het derde album van Mon Amour. Het album verschijnt op 20 april 2012 in eigen beheer op het door henzelf opgerichte label Decker Records. Voorafgaande verscheen in februari de gelijknamige single. Voor het eerst hebben alle bandleden meegeschreven aan de nummers. De afsluiter op het album is een instrumentaal door Veerman gecomponeerd stuk Revival. Een dag voor de release gaf de band op donderdagavond 19 april een presentatie in het Sint-Jozef-gebouw in Volendam.

## Inhoud
1. "Sicilian Nights"
2. "Once in a lifetime"
3. "I’m nothing without you"
4. "Sing me a song"
5. "Nothing would ever come between us"
6. "Show me your love"
7. "El amor de mi vida"
8. "La Gomera"
9. "Come sing and dance"
10. "Leaning on the everlasting arms"
11. "Revival"

## Hitnotering

### NederlandseAlbum Top 100
| Hitnotering: 28-04-2012 t/m 02-06-2012 | Hitnotering: 28-04-2012 t/m 02-06-2012 | Hitnotering: 28-04-2012 t/m 02-06-2012 | Hitnotering: 28-04-2012 t/m 02-06-2012 | Hitnotering: 28-04-2012 t/m 02-06-2012 | Hitnotering: 28-04-2012 t/m 02-06-2012 | Hitnotering: 28-04-2012 t/m 02-06-2012 | Hitnotering: 28-04-2012 t/m 02-06-2012 |
| Week:                                  | 1                                      | 2                                      | 3                                      | 4                                      | 5                                      | 6                                      |                                        |
| -------------------------------------- | -------------------------------------- | -------------------------------------- | -------------------------------------- | -------------------------------------- | -------------------------------------- | -------------------------------------- | -------------------------------------- |
| Positie:                               | 9                                      | 19                                     | 40                                     | 86                                     | 47                                     | 48                                     | uit                                    |